# Ferdinand Ohm
Ferdinand Ohm (* 16. November 1826 in Münster; † 21. August 1872 in Lippstadt) war ein westfälischer Kaufmann sowie Mitglied des Reichstags des Norddeutschen Bundes und des Zollparlaments.

## Leben
Ferdinand Ohm besuchte eine Rektoratsschule und machte eine kaufmännische Lehre. Er war Besitzer der Firma August Kleine in Lippstadt, wo er seit 1858 auch Stadtverordneter war.
Von 1867 bis 1871 war Ohm Abgeordneter des Wahlkreises Arnsberg 8 (Lippstadt, Brilon) im ersten ordentlichen Reichstag des Norddeutschen Bundes. Dort gehörte er der Fraktion der Freien Vereinigung an. In dieser Eigenschaft war er seit 1868 auch Mitglied des Zollparlaments. Von 1867 bis 1870 gehörte er auch dem Preußischen Abgeordnetenhaus an.